# Abiogenese
Abiogenese er hypotesen om, at organisk liv kan opstå spontant af uorganiske stoffer.